# Ostrysz (Wzgórza Trzebnickie)
Ostrysz – wzgórze, wzniesienie, położone w obrębie Wzgórz Trzebnickich, w mikroregionie Grzbietu Trzebnickiego. Znajduje się w gminie Prusice. Jego wierzchołek położony jest na wysokości bezwzględnej wynoszącej 129,4 m n.p.m.

## Położenie i otoczenie
Ostrysz jest częścią Wzgórz Trzebnickich, będących mezoregionem o identyfikatorze 318.44 (według regionalizacji fizycznogeograficznej opracowanej przez Jerzego Kondrackiego), należących do Wału Trzebnickiego (makroregion o indeksie 318.4). W ramach tych Wzgórz Trzebnickich wyróżnia się także mikroregion, obejmujący Ostrysz – Grzbiet Trzebnicki (mikroregion o indeksie 318.444). Wzgórze to leży w północno-zachodniej części Grzbietu Trzebnickiego. Pod względem regionalizacji przyrodniczo-leśnej wzgórze położone jest w mezoregionie Kotliny Żmigrodzkiej, Milickiej i Grabowskiej (kod mezoregionu: 35).
Natomiast pod względem podziału administracyjnego wzniesienie jest położone na terenie gminy Prusice, w obrębie ewidencyjnym Brzeźno. Gmina ta przynależy do powiatu Trzebnickiego w województwie dolnośląskim.
Na południu w ramach Grzbietu Trzebnickiego kolejnym wzniesieniem jest Brzeźnik natomiast w kierunku północnym rozpościera się Kotlina Żmigrodzka (mezoregion o indeksie 318.33).

## Charakterystyka
Najwyższy punkt wzgórza Ostrysz osiąga wysokość bezwzględną wynoszącą 129,4 m n.p.m. (129 m n.p.m, 129,44 m n.p.m). W rejonie wierzchołka wzniesienia dominują użytki rolne i niewielkie zadrzewienia. Tylko na południowo-wschodnim skłonie masywu znajdują się niewielkie obszary leśne. Podlegają one nadleśnictwu Oborniki Śląskie, leśnictwu Osolin. Las ten pod względem typu siedliskowego lasu klasyfikowany jest jako las świeży. Jest to las gospodarczy. W drzewostanie lasu występują takie gatunki i rodzaje drzew jak dęby, lipy drobnolistne, świerki pospolite, miejscowo także buki pospolite, brzozy brodawkowate, dęby czerwone, czereśnie pospolite, klony pospolite, dęby szypułkowe. W podszycie występują takie rośliny jak czeremcha późna, jarząb pospolity, kruszyna pospolita i głóg jednoszyjkowy.

## Nazwa
Nazwa własna – Ostrysz – jest nazwą urzędową. Została ustalona i ujęta w państwowym rejestrze nazw geograficznych na podstawie Zarządzenia nr 70 z dnia 30 marca 1954 r. wydanego przez Prezesa Rady Ministrów (Monitor Polski z 1954 nr 38, poz. 516). Odnosi się ona do ukształtowania terenu należącego do rodzaju wzgórza, wzniesienia. W rejestrze tym przypisano jej identyfikator: PRNG – 206599, identyfikator IIP – PL.PZGiK.320.NGRP.206599. Podaje on następujące współrzędne geograficzne punktu głównego masywu: szerokość geograficzna – 51°22'13" N, długość geograficzna – 16°52'18" E. W rejestrze tym jest ważna od 25.03.2015 r.
W czasie przynależności tego obszaru do Niemiec wzniesienie nosiło nazwę Spitz Berg.